# レイザーラモンRG
レイザーラモンRG（レイザーラモンアールジー、1974年〈昭和49年〉6月8日 - ）は、日本のお笑いタレント。本名および旧芸名：出渕 誠（いずぶち まこと）。吉本興業所属。レイザーラモンHG（住谷正樹）とお笑いコンビ「レイザーラモン」を組んでいる。
立命館大学経済学部卒業。身長177cm、体重77kg、血液型O型。NSC大阪校17期と同期扱い。

## 来歴

### 生い立ち
熊本県上益城郡甲佐町で生まれる。出淵氏は伊予国を勢力圏とした河野氏の支族とされる。先祖には愛媛県伊予市にあった伊福城城主・出淵盛政などがいる。また、同じ出淵氏の遠縁に落語家の初代三遊亭圓朝がいる。
小学4年生の時に、父親の異動に伴って愛媛県八幡浜市に転居。いじめに遭いたくないため、スポーツの成績や特技について周囲にハッタリをかけるような少年であったが、それが嘘にならないように陰で努力もしていたという。八幡浜市立白浜小学校卒業。
八幡浜市立愛宕中学校入学・卒業。中学ではバレー部に入り、レギュラーになり県大会ベスト8に入った。
高校は進学校である愛媛県立八幡浜高等学校に入学。文系成績上位クラスに選抜された。部活動はバレー部に所属していたが、同時に結成していたメタルバンドのほうに傾倒していた。しかし、バンドに熱中するあまりに大学受験に失敗。一浪した末、立命館大学に入学した。

### 大学時代
立命館大学でも軽音楽部に所属し「A.O.D」というバンドを結成、ベースを務めた。しかしあまり刺激を感じず、他のサークル活動を見学していたところ、立命館プロレス同好会（RWF）のメンバーに魅かれるものがあり、入部した。学生プロレス中心の生活となる中で、同志社大学の住谷正樹（後のレイザーラモンHG）と出会う。また、「ガロ」「COMIC CUE」といったサブカルチャー系の漫画にものめり込み、自ら漫画を描いて出版社に持ち込むまでにもなった。一方で学業にも真面目に取り組み、3回生の頃には就職の内定を決めていた。
立命館在学中の1997年7月に、住谷とお笑いコンビ「レイザーラモン」を結成。当時、大阪で心斎橋筋2丁目劇場が人気となっていたため、卒業記念に2丁目劇場のオーディションライブ「SABIKI」を受けてみたところ合格し、同劇場へ出演するようになる。さらに、その勢いで参加した「今宮子供えびすマンザイ新人コンクール」では福笑い大賞を受賞した。

### 芸人活動後
卒業後はカーディーラー（トヨタ自動車の販売店）に就職し、営業職などを務めつつお笑いも続けていたが、仕事になじめず3ヵ月ほどで退職し、吉本興業に所属。アルバイトを掛け持ちしつつ、本格的にお笑い芸人としての活動を始める。
1999年、バッファロー吾郎プロデュースの「爆笑新ネタ逆転満塁ホームラン寄席」に初出演。同年10月、初のレギュラー番組となる毎日放送『クヮンガクッ』がスタート（翌3月までレギュラー）。2000年、「ABCお笑い新人グランプリ」で審査員特別賞を受賞。
2001年11月、レイザーラモンは揃って吉本新喜劇に入団。出渕はヤクザ、間抜けな男、オタクなど、多彩な役柄を演じるオールラウンドプレイヤーとして活躍。自ら「超音波攻撃」と称する雅楽のモノマネ、一人プロレスなどのギャグを披露していた。在団中の2003年に一般女性と結婚。住谷が「レイザーラモンHG」として大ブレイクしたことにより2005年末に退団、二人揃って東京進出を果たす。
その後はHGの影に隠れつつ、HGに便乗したキャラクターである「レイザーラモンRG」を名乗って露出を図る。RGとして「寄生虫」呼ばわりされ世間から嫌われながらも、多彩な持ちネタで徐々に存在感を増していく。さらに、HGのプロレス活動での負傷による長期休養もあり、2009年頃からRG単独での活動を増やす。その中で物真似ネタや、市川海老蔵の物真似から派生した「あるあるネタ」がじわじわと支持を集めていき、一発屋に終わらない独自のキャラクターを確立することに成功した。
『R-1ぐらんぷり』では、2011年、2012年で準決勝進出。2014年は初の決勝進出を果たし、準優勝となる。2017年にも決勝に進出している。

## ギャグ・持ちネタ

### 吉本新喜劇時代
- 吉本新喜劇の他の出演者と同様に、出渕またはレイザーラモンとしての「お決まり」のネタがあった。
- 住谷との肉体芸。「ここの勘定は俺が払う!」「いや俺や!」「俺や!」と張り合った挙げ句、揉み合いになると「あっ、暴力か!? 暴力か!? 暴力だけは絶対にやめろ、暴力だけは〜!!」と叫び、住谷にフライングニールキックを食らわせる。その後互いに攻撃し合うが、出渕は住谷に攻撃をかわされて舞台から落下。そして「こんなとこに崖があったとはなぁ!! でも、みんなの声援はちゃんと聞こえとるで〜!!」と絶叫する。走ってきたところで住谷のヒップアタックを喰らいロメロスペシャルでやられるパターンもある。
- 「超音波攻撃や!」と、鼻をつまんで雅楽（篳篥<ひちりき>）の旋律を奏でる。その後「続きまして、神主様からのお言葉です」と、地鎮祭の式次第よろしく司会口調で共演者に振る。すると共演者が「本日の地鎮祭…、やかましいわ!!」とノリツッコミを入れる。
- 「ホンマにね、他人の悪口言うとったらバチが当たりますよ!」と言いながら、自分が蹴つまずいてしまう。だが立ち上がると、何事もなかったかのように「ほらね!」と去ってゆく。
  - それに対するツッコミ＝「バチが当たっとるのは自分やないか!!」など
- 他人の家に入る際「おジャーマン・スープレックス（その後に「ホールド」が付く事もある）」（一人ジャーマン・スープレックス）。
  - 類似品として「おジャパニーズレッグロールクラッチ」もある。
  - レイザーラモンRGで「おジャーマン・スープレックスホールド」をいたるところでするようになったが、技が決まった時には画面から見切れてしまい、さらにはしたたかに後頭部を打ってダメージを食らっていると言うオチがある。

### レイザーラモンRG
- 元々はテレビ朝日系『ガチンコ視聴率バトル』で放送された、レイザーラモンHGの相方キャラ発掘企画の数ある候補の中の一つ。キャラが未確定な部分が多く、むしろそのあやふやさが「相方人気に安易に便乗するダメ芸人」というキャラクター付けになっており、その浅ましさ、痛々しさを笑いのポイントとしている。RGは「リアルゲイ(『R』eal 『G』ay)」の略で、「ハードゲイ（HG）の愛人」という設定になっていた。2021年2月にHGが「ホットガイ」の略に変更したことにあわせて、RGも「リアルガイ」の略であると設定変更した。
- コスチュームはHGと同様の全身エナメル革にサングラス。帽子だけは額に「RG」の文字・ドレッドヘアーの付いた物である。ただし、HGが隣にいる場合は素顔・私服のままRGを名乗ることも多かった。
- HGが大ブームを起こしていた時期、出渕がRGとして登場するときはHGと一緒であることが多く、トークの機会があった時でもHGのことをよくネタにするなど、「寄生虫」と揶揄されるほどHGに強く依存していたキャラクターとなっていた。ただし、HGからは「絡み辛い」とあしらわれていたことが多かった[9]。
- HGの「フォー」に対抗して「フォフォフォ・フォー」というギャグを持つ。HGは割り込むとき「セイセイセイ」と発するが、RGは「ヨーヨーヨー」といいながら割り込む。ただし、これも未確定でRG本人さえも間違えていた。さらにHGほど体を鍛えてはいないため決めポーズの時足元がふらついていた。「リアルゲイ」というキャラでありながら、「本当は女の子が好きです」と言ったこともあり、このキャラのあやふやさが周りの笑いを誘った。ちなみにHGは当時独身であったが、RGは既に妻子持ちであった。
- RG誕生までには出不精キャラの「レイザーラモンHN（ハードニート）」という案もあったが、結局相方とキャラがかぶるRGに落ち着いた。
- 派生キャラとして、「レイザーラモンAH（赤フンドシ）」がある。坂本冬美に温情をかけられ、彼女の新曲発売の際に応援団長に就任し、赤ふんどし一丁で踊るパフォーマンスで笑いを誘ったことがきっかけだった。このイベントにて坂本の頭上で腰を振り、頭に股間をあてがうという暴挙に出ている[10]。
- こうして出渕がHGに寄生するキャラクターを次々と生み出した事について、HGは「私がハードゲイで思いっ切りボケてるのに、相方がキャラをかぶせてくると、それに対して私がツッコまなアカンようになる」「RGは第三者目線でなら大爆笑できるんやけど、相方として見てるとイタ過ぎますね」と、やや困惑していた。
- RGというキャラクターは、HGを「正義のハードゲイ」とみなし、それに対する悪役という位置付けでもあった。しかし、当時の世間からはこのようなプロレス的手法は理解されず、「HGのブレイクに安易に乗っかっている」として大いに非難を浴びることになってしまった。RGはこの時期を「心が折れた」と振り返っており、先輩芸人の励ましによって持ちこたえている状態であった[11]。
- RGとして活動する中で、博多大吉と仲良くなった。当時は大吉も相方の華丸の影に隠れがちであり、立場が似ているためなのだという（ただし、大吉は地元福岡県での知名度はある）。
  - 大吉は相方の華丸がR-1制覇をきっかけにブレイクしたのを見て少し羨んだ時期もあったが、同じ時期にHGがブレイクしたため必然的にその上でのRGの姿を見ることになり、「あ、こうなっちゃいけないんだな」と反面教師にすることで己を律し、日陰に徹する良い機会になったと語っている。
- 梶剛（元・勝山梶→アイスクリーム。現在はピン芸人）とも、相方の勝山慎司が"ムーディ勝山"としてブレイクを果たし、RGと同じような境遇だったことから互いに親しくしていた。
- テレビ朝日系『アメトーーク』では、2010年7月8日にRGをフィーチャーした企画「RG同好会」が放送された[12]。

### シルバーウルフ
- 2006年の暮れから新キャラクターと題してやるようになったもの。「ロシアでオオカミに育てられた少年」というものである。
- 外見は名前の通りシルバー（銀色）を強調しているが、ほぼ白色であり、白ずくめの上下服に長めの銀髪、狼の耳を頭に付けたカツラを着用した姿となっていた。
- 芸風は「視界に入る細かいものに反応」し、何でも最後は言葉を伸ばして叫ぶのが特徴。
- 吉本興業からは「封印しろ」と表面上で言われていたが、2007年10月から動画配信サイトのYouTube（zzztv）にて「シルバーウルフのお悩み相談」と題された動画が配信されており、完全に封印したり不人気であるという訳ではない。
- 2009年1月20日放送のTBS系『リンカーン』では、後述の「市川AB蔵」で「歌舞伎あるある」を披露した後に、「絶滅動物あるある」のネタを叫ぶキャラとして登場した。ただし、松本人志に「天津木村とカブってる」と言われ、突然「市川AB蔵」に切り替えた。また、BSジャパン『少年タカトシ』でもこのキャラで出演した。ただし、まれに叫びネタをやるだけでトークは普通に行なった。

### 市川AB蔵
- 元々は、相方のHGの結婚式でスピーチをした時に、丸坊主であったことと、緊張で目つきが鋭くなったことで、ケンドーコバヤシから「お前は市川海老蔵か」と突っ込まれたことががきっかけである[6]。翌日には着流しの衣装を購入し、2007年10月20日のテレビ東京系『やりすぎコージー』にて、市川海老蔵を真似た「市川AB蔵」なるキャラクターで登場した。この時に「お〜い、ドンペリ！（伊藤園「お〜いお茶」のパロディ ）」というネタを披露した[9]。
- 2010年3月26日、フジテレビ系『笑っていいとも！』のテレフォンショッキングに市川海老蔵が出演した際、全く面識が無いのにもかかわらずお祝いの花を贈った。そのためタモリが花が届いていると紹介しても「その人、僕よく分かんないですけど」という返答になった[13]。
- 市川海老蔵暴行事件で不謹慎と認定され無期限封印に入る。しかし、『M-1グランプリ2010』の前説でこのネタを行い、放送されていないにも拘らず司会の今田耕司が生放送中に観客に謝罪するなどネタにしていた。その後事件が示談となりAB蔵ネタが解禁された上に、相方のレイザーラモンHGがAB蔵に便乗して作った「市川CD蔵」というキャラクターまで現れた。
- 2007年の毎日放送『オールザッツ漫才』のFAXコーナーではタナからイケダ・池田と共に「エビゾーズ（W海老蔵）」として登場。2010年は「CM前のやり逃げコーナー」で海老蔵の女性遍歴をネタにしていた。RGとともに、米倉涼子（ビタミンSマイコ）、佐藤江梨子（ツジカオルコ）、小林麻央（アジアン隅田）、市川團十郎（大木つばさ（つばさ・きよし））も出演した。

### ○○あるある
- BARBEE BOYS『目を閉じておいでよ』、石井明美『CHA-CHA-CHA』、ZIGGY『GLORIA』、1986オメガトライブ『君は1000%』、ワム!『ウキウキ・ウェイク・ミー・アップ』などに乗せて「○○あるある早く言いたい〜♪」などと延々と繰り返し、サビの終わりで一言だけあるあるネタ（実際はたいがい誰でも知っていそうなこと）を言う歌ネタ。「○○は××しがち」というパターンのオチになることが多く、あるあるネタの定型句としての「～がち」はその後広く浸透した。オチ前には「○○あるあるいくよ〜」「あるある言うよ〜」などとあおることもある。
- ネタの性質上、前振りとなる歌だけで数分を費やすこともあり、周りの芸人から「早く言え」などと突っ込まれるのが「お約束」となっている。RGは、自身のあるあるネタについて、この突っ込みも含めての集団芸であるとしている[14]。
- 2009年1月20日放送のTBS系『リンカーン』で初披露。同番組の「あるある芸人」のオーディションに参加したRGが、前述の「市川AB蔵」のキャラクターで「歌舞伎あるある」を披露しようとしたが、「中村勘三郎のことを中村勘九郎って言ってしまいがち」というネタしか思いつかなかった。そこでRGが苦し紛れに演じたのが、「『CHA-CHA-CHA』を歌いながら『あるある言いたい』で引っ張って、最後に1つだけあるあるを言う」ネタであった。このネタは、スタッフから「あるあるネタを数打つのではなく、言いたいけど言わないっていうのは新しいし、面白い」と評価され採用となった[6]。
- そこから芸人仲間にも披露するようになり、ケンドーコバヤシにあるあるネタが気に入られたり、テレビ番組のスタッフの間でも評判となったりなど、じわじわと彼らの話題に上っていった。RGは「目の前の人を笑かしたいだけでやってきた」という[15]。
- 2010年ごろから、あるあるネタでRGのブレイクの兆しが見られ[16]、実際にHG一人が売れていた時代と比べて、ピンでの出演が格段に増えた。また、あるあるネタの特性上、幅広い層に融通が利くことも安定した露出の要因となっている。
- 2010年5月に披露した「アバターあるある」など、話題になったものや流行に便乗したあるあるネタも披露している。
- 2011年3月11日発生の東日本大震災に際して、RGは、当日開催予定だったオールナイトイベントの参加予定者や、被災で不安になっている人を励ますために、ツイッターで「あるあるのお題」を募り、ひたすらあるあるネタをつぶやき続けた。この行為を不謹慎と見る者には「（ツイッターの）フォローを外してください」と断りを入れ、RG曰く「あるあるハイ」の状態でネタを作り続けたという。RGは、この「あるある荒行」と例えた出来事を通して、独特のあるあるネタを「自分にしかできないもの」と認識し、「万物に『あるある』は存在する」などの持論を有するようになった[17]。RGのツイッターを通したあるあるネタのやり取りは、現在も行われている。
- 2012年9月1日深夜（2日未明）のニッポン放送『オードリーのオールナイトニッポン』には、オードリーがあるあるネタを学ぶ企画の一環としてRGがゲスト出演した。RGは「ミスチルは（恋愛などの）壮大なあるあるを歌ってるようなもの」「人間と書いてあるあるって読んでもいいんじゃないか」などと主張し、困惑するオードリーの二人を圧倒。また、数々の「あるあるソング」を披露し、オードリーを爆笑のあまり呼吸困難に追い込むほどの盛り上がりを見せた[18]。さらに、この放送を聴いていた編集者が「あるあるで、悩んでいる人を助けて欲しい」と企画を持ち込み、RGが自身の半生や「あるある」を駆使した共感術を綴った『人生はあるあるである』（小学館）を上梓することにもなった[17]。
- MCの浅越ゴエとともに、あるあるネタのみで構成されるライブも開催している。ツイッターのやり取りと同様に、ライブでも観客から「あるあるのお題」を振ってもらい、RGが即興で歌にする[19]。
- 『千鳥のクセがスゴいネタGP』では、ジェラードンのかみちぃとともにBTS『dynamite』に乗せて大悟あるあるを言うネタ「大悟Mite」を披露している。
- 歌人の俵万智は、“言葉の使い方が素晴らしいアーティスト”として桑田佳祐や中島みゆきを抑えてRGのあるある芸を1位に選んでおり、RGと共演した時に『サラダ記念日』のあるあるを聞いて感動したと絶賛している[20]。

### 歌ネタ
- 上記の「○○あるある」での使用楽曲などを、ボケ無しで歌い上げることもある。椿鬼奴とコンビを組むことも多く、BARBEE BOYSのKONTAと杏子に扮したネタが定番になっている。
- RGが歌ネタを始めたのは、椿鬼奴の影響である。レイザーラモンの東京進出後にRGが出演した「世界キワモノ演芸」というイベントにて、鬼奴がホイットニー・ヒューストンの楽曲を歌い上げ、RGが「観客にウケようともしていない、存在だけで納得させている」と衝撃を受けたことがきっかけだった。RGは鬼奴に「子供のころから好きだった音楽が、自分の活動の武器になることに気づかされた」として「同志を見つけた」「勇気をもらった」と感謝している[21]。

### 物真似
- マニアックな物真似（主に形態模写）を得意としている。レパートリーは細川たかし（次項「こぶしたかし」も参照）、蛭子能収、デーブ・スペクター、KONTA、中島らも、セルジオ越後、カルロス・トシキ、ケンタロウ、スティーブ・ジョブズ、落合博満、布袋寅泰、玉置浩二、杉山清貴、佐野元春、前田日明、天龍源一郎、高橋ジョージ、GAO、尾藤イサオ、三遊亭好楽、羽田圭介、ゲッターズ飯田、ドナルド・トランプ、リーチマイケル、河村たかし、山根明、伊沢拓司（『東大王』にゲスト出演した際に「ある沢拓司」としてクイズ解答をした）、落合陽一、市川猿之助（『半沢直樹』2020年版の伊佐山）、AMEMIYA、野田クリスタル、おいでやす小田、マイク真木、モーリー・ロバートソン、今昔庵のマスター、森岡真一郎（サンケイスポーツ記者）[22]、大江裕、奥野卓志、バルサラハガバ・バトボルド（『VIVANT』のチンギス）、ハラミちゃん、水原一平、サルゴリラ赤羽、エルフはる、紅しょうが稲田、エハラマサヒロ、こがけん、牧田知丈、トータルテンボス藤田などがある。
- RGは物真似について、「物真似の技術は本職でやってらっしゃる方には到底かなわない」と自覚した上で、「誰もやっていない時に『そこを攻めるか』という“早さ”と“センサー”」のネタ選びで勝負していると語っている[15]。
- 『R-1ぐらんぷり』でも物真似ネタを演じており、2014年はスティーブ・ジョブズ、2017年はドナルド・トランプに扮してネタを披露した。
- 芸能リポーターの井上公造の物真似をしたことが縁で、井上が出演している日本テレビ系『ザ!情報ツウ』でRGがピックアップされ、逆に井上が『新喜劇フー!!』に友情出演をすることにもなった。
- 小保方晴子の物真似をして、理化学研究所の近くまで行くバスツアーを開催したこともある[15]。
- 2015年から始めたリーチマイケルの物真似は、当初から本人に公認されラグビー日本代表のジャージを贈られた。その後、日本でのラグビーの人気が急速に高まり、2019年にラグビーワールドカップが日本で開催された際には、日本代表チームがベスト8と健闘したことも相まって、RGのリーチの物真似が大きな話題となった。同年8月26日には、物真似は無しながら初めて本人との共演が実現[23]。大会終了後も、RGが各種イベントなどでリーチの物真似を披露する"特需"が続いた[24]。
- 前述の雅楽の応用で鼻をつまんでハーモニカ、トランペットなどの高音域の楽器の音を出す事ができ、様々なBGMを奏でるネタもある。『ロード 第一章』（THE 虎舞竜）の前奏、『TRUTH』（T-SQUARE）、『すぽると!』の「MONDAY FOOTBALL」での選手紹介のBGM（元は海外ドラマ『刑事スタスキー&ハッチ』のテーマ曲『Gotcha』）、『朝まで生テレビ!』のCM前の音楽などのレパートリーがある。

### こぶしたかし
- 細川たかしの物真似（形態模写）をしながら、前述の「○○あるある」などを披露するネタ。細川に公認されてからは「こぶしたかし」を名乗ってネタを行っている。
- 側頭部を大きく剃り上げ整髪料で固める髪型をしていた細川に「かつら疑惑」が生じ、細川が疑惑を否定しつつも自らタブーに触れて笑いに変える立ち振る舞いをしていたことで、RGが「（細川は）いじっていいんだ」と確信し物真似を始めた[25]。2016年のTBS系『水曜日のダウンタウン』の収録にて、くっきー（野性爆弾）とハリウッドザコシショウを笑わせようと見せたのが初披露だという[15]。
- 2017年4月14日放送のフジテレビ系『ダウンタウンなう』にゲスト出演した細川が、髪型を誇張しているRGの物真似ネタを知り、「こいつ馬鹿じゃない？」「大﨑（当時の吉本興業社長の大﨑洋）に電話して、こいつクビ」などと不快感を露わにしつつ「一回（RGと）会ってみたい」と発言した[26]。
- これを受けて、同年5月21日放送の日本テレビ系『行列のできる法律相談所』にて細川とRGの初対面が実現した。RGが土下座で細川に謝罪し、細川のヒット曲『北酒場』をベースにしたあるあるネタを披露[注 1]すると、細川は「俺の歌をよく覚えた、大したもんだ」と感心し、RGを公認した。さらに、RGという芸名にピンとこなかった細川が、自ら「こぶしたかし」の芸名を与え、「弟」と呼ぶようになった[27]。
- 細川の公認以降は、細川とこぶし（RG）が師弟関係を結び、二人が共演する機会も増えている。このネタが注目された当時は独特な髪型を維持するため、RGが他のネタをやりづらい状況になっていたが、こぶしたかしのネタ一本でも仕事量が激増したことを明かしていた[1]。

## 人物・逸話

### 家族
- 一歳下の妹がいるが、高校時代は彼女のほうが何倍も面白い人物だったという。
- 2003年に結婚した妻は4歳年下[28]で、熊本市の出身[28]。熊本県には親戚が多数いる[28]。
- 長男の「武丸(たけまる)」という名はくっきー!が名付けた。これはRGが漫画「特攻の拓」の大ファンであることに因んでいる[29]。
- 2009年6月9日、NHK教育テレビの『おかあさんといっしょ』（2 - 4歳児向けの教育番組）の「はみがきじょうずかな」（視聴者の子供が親に歯を磨かせる、専用の歌があることで知られているコーナー）のコーナーに親子で出演。コネなどではなく普通に応募したところ、当選して出演する運びになった。もちろん、収録スタジオ（NHK放送センターのCT-103スタジオ）では、誰も芸人のレイザーラモンRGだとは気づかずに、一般のお父さんとしての扱いだった[30]。
- 2014年8月28日、ツイッターで娘が2013年に18トリソミーで死産したことを報告した[31]。

### 趣味
- 妻と共に日本野鳥の会の会員である。紅白歌合戦の審査集計員として出演することを目指すためであったが[注 2]、会員として活動するうちに野鳥の魅力にひかれていき、現在は自ら"野鳥愛"を語ることもある。飼育が禁止されているメジロの2017年5月大規模摘発押収事件については「野鳥の声が聞きたいなら野鳥の近くに住めばいい。ぼくは野鳥がよく来る公園近くを選んでそこに住んでます」とコメントを寄せた[32]。
- 夫婦揃ってハロー!プロジェクトのファンで、特にメロン記念日の大ファン。後述の「ビックポルノ」の楽曲『SUNRISE SUNSET』では、自分のパートにモーニング娘。の『ザ☆ピ〜ス!』の“選挙の日”のくだりのリリックをアレンジして挿入した。ただし、ビッグポルノのDVDでは著作権の都合上、該当の部分はすべてカットされた。
- スニーカー収集を趣味としている。スニーカー収集では、2018年11月16日放送の 『アメトーーク』に「スニーカー芸人」として出演し、RGが提唱した「キモ撮り」というスニーカー撮影法が視聴者の反響を呼んだ[33]。スニーカーの魅力は「フィギュア・プラモデル的な魅力」など5点ほどあると語っている[34]。

### アルバイト
- RGが若手時代に経験したアルバイトのひとつに、個室ビデオボックスの店員があった。吉本新喜劇の出演が昼であったため、深夜の仕事として始めたが、真面目に勤めた結果、店長にまでなってしまった。当時の新喜劇のギャラが月に5～6万円だったのに対し、アルバイトでの稼ぎは20万円ほどあり、裕福とは言えないまでも当時の収入は安定していた。レイザーラモンが東京進出を検討していたころに、RGはビデオボックスの系列である風俗店への就職を薦められたが、風俗業で身を立てるつもりはなかったためにアルバイトを辞め、ほどなくして上京した[6]。
- HGがブレイクしていた頃は、彼の給料がRGの20倍になっていたことが判明している。当時の雑誌のインタビューで収入について語っており、実は芸能活動よりも青果運送のアルバイトでの収入が多いと語った。

### 会社員時代
- サラリーマンを3ヵ月で辞めることになったのは、RGによれば、週末に劇場への出演と会社のソフトボールの練習が重なることが度々あり、劇場を優先した結果、先輩から責められ居心地が悪くなったためだった、としている。辞職の際、営業所の所長からは「仕事を辞める気持ちはわかるが、これと決めたことに出会ったら続けろ」と励まされた[6]。

### 芸人として
- レイザーラモンはNSC出身ではないが、現ザ・プラン9のヤナギブソン（NSC第17期生）とはデビューがほぼ同期で、ヤナギブソンがコンビ「君と僕」を解散した頃、ツッコミ役を求めていた住谷が声をかけたことがある。だがその頃、一方の出渕は「（レイザーラモンに）黒人女性を加入させたい」と、突拍子もない構想を持っていた。
- バッファロー吾郎に目を掛けられた「バッファローファミリー」の一員であり、バッファロー吾郎やファミリーとの共演も多い。友近の単独ライブには毎回VTRで出演し、その特異なキャラクターを遺憾なく発揮している。
- 相方の住谷がレイザーラモンHGとして全国的にブレイクしたころ、出渕に嫉妬心は全くなく「単純に嬉しかった」といい、「どうだ、HGはすごいだろう」と彼を誇りにしていた[6]。
- RGを名乗り始めた初期の「リアルゲイ」のキャラクターや、「○○あるある」などの一見空気を読まない芸風から、「どんなにスベっても受けなくても一切動じずやりきる『折れない心』の持ち主」と見られることが多く、実際に大喜利イベントの『ダイナマイト関西』では「IRON HEART MAN」というキャッチフレーズが付けられたこともある[35]。しかし、RG自身は「ハートの強さ」については否定しており、「何もしないのがいちばん悪いと思っているので、損得勘定は抜きにして、とにかく前に出るスタイルを貫いている」「（自分を支えてくれる芸人仲間やスタッフ、ファンなど）周りを信じて、周りを喜ばせるために頑張りたい」と、芸風から受けるイメージとは違った謙虚な姿勢を語っている[6]。

### ネタのエピソード
- 2004年8月、うめだ花月のオープン1周年記念イベント「真夜中祭り」で、『24時間テレビ』をモチーフにしたコントが演じられた。その際、通行人役の出渕は「ちょっと! 誰が妻夫木聡なんですか!?」という台詞を噛んでしまい、「誰が『トゥマバルクタカトシ』なんですか!?」と言ってしまった。ケンドーコバヤシが「『溺れながら出てきた』様だった」と例えた全く原型をとどめない噛みっぷりは、共演者の笑いのツボにハマった。特にバッファロー吾郎の木村明浩は、爆笑のあまり暫くの間立ち上がれないほど笑い転げていた。木村はこれがよほどツボだったようで、同年11月開催のイベントのタイトルを「トゥマバルク・フロム・ダードゲイ」と名付けたほどだった。
- 2004年12月11日にインディペンデントシアターセカンドで開催されたレイザーラモンの単独ライブ「奈良フー!!!」では、出渕は凄まじいほどの吃音症を持つ女・TOMIKOを演じた。
- 2004年12月21日にZepp Osakaで開催されたお笑いライブ「バッファロー吾郎の23時間半ライブ 〜再入場OKなんです。」では、出渕が自らプロデュースした持ち込み企画「いずドン!」を披露。これは、『欽ドン!良い子悪い子普通の子』のパロディコントであったが、余りにもシュール過ぎて理解不能な展開であったため、客席は今までにないほどの沈黙に包まれてしまった。当日出演していたケンドーコバヤシが「色のない世界」と形容したほどで、今もなお語り草になっている。この模様の一部はケンドーコバヤシのDVD『追悼ケンドーコバヤシさん』に収録されているが、通常のDVDメニューからは閲覧できない。パソコン上でファイルを個別にロードすれば最後のパートに1分ほど登場する仕組みであり、そのわずか1分でも「色のない世界」を十分堪能できる。

## プロレス活動

### 学生プロレス
立命館大学では立命館プロレス同好会（RWF）に所属。リングネームは新崎人生を下ネタ風にオマージュした「チン先真性」だった。京都統一タッグ選手権の初代チャンピオンに輝いた経験を持つ。しかし出渕本人によれば、同志社大学の同志社プロレス同盟（DWA）に在籍していた住谷が正統派のプロレスをしていたのに対し、自身は「コミックレスラー」だったとも言う。また、試合よりも実況席に座ったときのしゃべりの方が好評であったとの証言もある。大学のアマチュアレスリング部が部員不足であったため、RWFの面々もそちらの練習に週に数回参加しており、実際に大会出場経験もある。
RWFの先輩には芸人のユリオカ超特Q、後輩には後に新日本プロレスのレスラーとなる棚橋弘至がいる。同好会では、アメリカ在住のOBが送ってくるアメプロビデオを棚橋らと一緒に鑑賞しており、棚橋のプロレス観に大きな影響を与えたと自負する。そのため、RGは普段棚橋を「おい!棚橋!」「タナ」などと呼び捨てにしているが、吉本興業の先輩であり大の新日本プロレスファンの博多大吉は「人前で呼び捨てにするな」「チャンピオンなんだから敬え」とRGに説教をしたことがある。なお、棚橋自身は、一応RGを先輩として立てる発言をしている。

### ハッスル
2005年よりHGが参戦していたプロレスイベント「ハッスル」にRGも出場するため、2006年に「パワーアップでオー!ディション」に参加、2月10日のドラフトまで生き残る。鈴木浩子第3代GMは「これほどの才能の原石を見たことがございません。何とかとハサミは使いよう。いただいておきましょう」とRGを評価し、鈴木家の一員に加えられ、正式にハッスルの参戦が決定した。ハッスルでのニックネームは「孤独の疫病神」「自称・"ハッスルの神の子"」。
鈴木第3代GMの退任と彼女の推薦により第4代GMに就任。ハッスルハウスvol.20において行われたGM総選挙において坂田亘に敗れ、GMの座から退任することとなり、坂田軍団に所属。
ハッスルでも、「リアルゲイ」としてのRGと同様に、「勘違いして調子に乗ったキャラクター」が与えられていた。参戦当初は寒いギャグを織り交ぜたマイクパフォーマンスを行い、また当時のRGが世間から嫌われていたため、観客からのブーイングや「帰れ」コールを浴びせられるのが常であったが、坂田軍団の一員となり、GM補佐官のギミックでレスラーとして活動。試合を重ねるに連れ、ハードな受身を取ったり、流血戦にも耐えるなどのやられっぷりの良さで人気を博し、レスラーとして成長していった。ハッスル21からはそれまでの奮戦が認められてハッスル軍に入団。相方のHG、元上司の坂田と共に新生ハッスル軍の中心メンバーの一人となった。
チーム3D、タイガー・ジェット・シンや天龍源一郎、川田利明、曙、鈴木みのるなどといった国内外の大物レスラーとも対戦した。
後期ハッスルでは「ハッスルの裏エース」「後楽園ホールの主役」とまで呼ばれ、メインを務めることも多かった。2006年のハッスルマニア前の記者会見ではGMWに、HGへの発言として「前回の名古屋大会ではお前よりもRGの方が面白かった」と言わしめ、HGも「あの時のRGは確かに面白かったと思いました」とRGを認める発言をした。
2009年にHGが大怪我を負い、ハッスル自体も興行中止となる事態が発生したため、RGもこれをもってハッスルから離脱することとなった。
ハッスル崩壊後も時折リングに上がることがあり、2010年のDDT・両国大会では、足の重傷から一日限定復帰したHGと組んで男色ディーノとハンデキャップマッチを行っている。また、全日本プロレスでは第3代F-1タッグ選手権を獲得（パートナーは征矢学）。2011年4月には「SKULLSHIT presents THE LIVE 2011」で飯伏幸太と対決。2016年12月の「骸骨祭り」では蝶野正洋とのシングル戦が組まれていたが、前日のタッグマッチで曙のエルボーで肋骨を2本骨折し試合は流れてしまった上、直後に参加した『博士と助手〜細かすぎて伝わらないモノマネ選手権〜』（フジテレビ）の撮影では、通常モノマネ後に奈落に落とされるところ、スタッフの配慮で舞台袖に捌けることとなった。

### 得意技
Dear棚橋
棚橋弘至のハイフライフローと同型。

### 入場テーマ曲
- Lifetime Respect（三木道三）

ハッスル参戦時より使用。

## RGツーリングクラブ
「RGツーリングクラブ」（アールジーツーリングクラブ）はレイザーラモンRGが発起者となり、芸人仲間と共に結成したオートバイのチームである。通称RGTC。ツーリング活動や動画投稿などを行っている。オートバイ好きの芸人が所属するツーリングクラブとして知られ、2015年10月21日には「RGツーリングクラブ」と題するDVDが、よしもとミュージックエンタテインメントから発売された。当該作はシリーズ化し、2016年には「RGツーリングクラブ2」と題する第2弾が、2017年には第3弾となる「RGツーリングクラブ3」が発売されている。
2017年10月14日に開催のグランプリロードR123パレードには、RGツーリングクラブからバッファロー吾郎ほか計3名が参加した。
2019年に開催の東京モーターサイクルショー2019では、RGTCトークショーと称するステージイベントが開催され、RGツーリングクラブ関連グッズの販売や、ステッカーの無償頒布も行われた。

### 主な所属メンバー
- レイザーラモンRG
- 徳井義実（チュートリアル）
- 福田充徳（チュートリアル）
- 堤下敦（インパルス）
- 井戸田潤（スピードワゴン）

## 音楽活動
高校時代および立命館大学時代にバンドを結成していたこともあり、洋楽、特にヘヴィメタルに造詣が深い。冠徹弥と親交があり、しばしば対バンすることもある。
2003年に、レイザーラモンと小籔千豊がパフォーマンスユニット「ビッグポルノ」を結成（2014年解散）。下ネタを積極的に織り込んだコントやラップなど、様々なパフォーマンスを行っていた。ビッグポルノでの出渕（RG）は意外なまでに高い歌唱力を持ち味としており、陰茎と大阪をモチーフにしたナンバー『SUNRISE SUNSET』などを収録した自主制作盤も制作し、人気を博していた。
2012年より、RG、椿鬼奴、藤井隆の3人で、好きな洋楽をカラオケで歌うだけのイベント「Like a Record round! round! round!」を随時開催している。2014年には、藤井が主宰する音楽レーベル「SLENDERIE RECORDS」所属のユニットとして（ユニット名はイベント名と同名）、KOJI1200（今田耕司）の『ナウ ロマンティック』のカバーや、オリジナル曲『kappo!』をリリースしている。

## メディアへの出演歴
- レイザーラモンのコンビとしての活動についてはレイザーラモンの項、ビッグポルノについてはビッグポルノの項にて詳述。

### テレビ（新喜劇退団まで）
- よしもと新喜劇（毎日放送＝西日本各局ネット）
- 新喜劇フー!!（毎日放送＝関西ローカル（一時中国放送にもネットされていた））

なお、上記の2番組は、山陽放送・GAORAでも放送。

### テレビ
- JAPANロッケフェスティバル（2010年10月 - 12月、フジテレビ） - 大げさなリアクションを指摘され、第4回（2010年11月8日放送）で無期限出入り禁止に。第9回から復帰したがその翌週番組は突然打ち切りになる。
- BAZOOKA!!!（2011年10月3日 - 2016年9月、BSスカパー!）
- 八方・今田のよしもと楽屋ニュース（2011年12月 - ABCテレビ）
- 水曜深夜はPSパチとも!いいじゃんか!（2013年5月1日 - 9月26日、テレビ東京）- 椿鬼奴と共に司会。
- 鉄オタ選手権（2016年9月22日 - 継続中、NHK総合） - 「RGの鉄オタあるある」のコーナーに出演。
- フリースタイルティーチャー（2020年7月8日 - 2020年10月7日、テレビ朝日）[43][44]
- 鬼奴&RGの歌謡スナック 思ひ出（2023年3月11日 - 、BSよしもと）[45]
- RG&RYO-Zのローカルチアーズ（2023年7月2日 - 、BSよしもと）[46]

#### ドラマ
- ケータイ捜査官7（テレビ東京）
  - 第11話（2008年6月18日） - 電龍会の組員 役（住谷と共演）
  - 第34話（2008年12月24日）
- ホーム&アウェイ 第3話（2002年、フジテレビ） - 吉本新喜劇座員としてエキストラ出演・レイザーラモンHGと共演

#### アニメ
- ママモコモてれび（日本テレビ） - パパ 役

### ウェブテレビ
- HITOSHI MATSUMOTO presents ドキュメンタル（2017年、Amazonプライム・ビデオ） - シーズン3
- スニーカータイムズ 〜Sneaker Timez〜（2019年、WOWOWライブ）MC
- 家-1グランプリ2020〜お笑い自宅芸No.1決定戦〜（2020年5月3日、ABEMA） - 決勝進出者[47]
- スーパースニーカーピーポー 〜Super Sneaker People〜（2021年、WOWOWオンデマンド）MC

### ラジオ
- レイザーラモンRGのオールナイトニッポンR（2006年2月4日、ニッポン放送 ほか）
- とことん '90年代洋楽（2013年5月6日 - 24日、NHK-FM） - マンスリーDJ
- レイザーラモンRGのあるあるミュージックショー→レイザーラモンRGのあるあるミュージック勝負！（2012年4月 - 2015年9月、ラジオ大阪 ほか）
- 内山絵理加のふくわうち 木曜パーソナリティ（2020年4月 - 、静岡放送）
- 夜は行け行け！ド〜ンと歌謡曲（2022年6月 - 2022年11月、FMヨコハマ・かつしかFM ほか） -　毎月第三週担当
- 星野源のオールナイトニッポン（2023年12月12日）- ゲスト出演
- ジャンワラ（2023年3月 - エフエムしながわ）-　毎月第二・四週担当

### 舞台
- HAKANA（「いとしの儚」より）- 殿様播磨 / 地蔵菩薩 / 助兵衛 役（3役）（2008年4月、明治座（東京都））
- 友よ静かに眠れ（2009年3月、神保町花月（東京都））
- la mascara dorada 〜伝説の覆面レスラー〜  （2009年6月、京橋花月（大阪府））

### 映画
- さらば愛しの大統領 （2010年）
- GANTZ:O（2016年） - 室谷信雄 役[48]
- 宇宙戦隊キュウレンジャー THE MOVIE ゲース・インダベーの逆襲（2017年） - カール・インダベーの声 役[49]
- 家出レスラー（2024年5月17日、ブシロードムーブ）[50]
- 熊本の彼氏（2025年10月24日公開予定、STREET LABO） - 主演・一二三湊 役[51]

### CM
- ドワンゴ「イロメロミックス」（CM最後のドワンゴのロゴ「O」から「フォフォフォ・フォー!」と言いながら飛び出してくるだけの出演）
- 21世紀グループ（熊本のパチンコチェーン店のCM。HGと共演）
- フマキラー「フマキラーA・ダブルジェット」（2006年）
- レイザーラモンRG DVD「Live in Japan」（2013年）
- BSスカパー!「BAZOOKA!!!」（2013年）
- Yahoo! JAPAN
  - 「あした!こうなるテレビ」（2010年8月24日 - 8月29日）
  - 「推しV!」（2010年12月）
- GYAO!×RIZIN2015（2015年12月31日）
  - 第1試合・桜庭和志あるある
  - 第2試合・曙太郎あるある
  - 第3試合・バルトあるある
  - ファイナルマッチ・ヒョードルあるある
- 小学館「小学館よしもと文庫」（2017年）
- モンスターストライク
  - 「映画ドラえもんあるある」（2017年）
  - 「モンストあるある発表！」（2020年、FAIRY TAILコラボ）
- NTTドコモ「docomo with」（2019年、「スマホ料金見直しまショー」篇。細川たかしと共演）
- インターネット専用宝くじ「クイックワン」（2022年、佐藤健と共演）
- みすず学苑（2025年、椿鬼奴と共演）

### PV
- THE冠「中3インマイドリームス〜行ってみたいなL.Aに〜」フルバージョン

### 連載
- 東京スポーツ・大阪スポーツ・中京スポーツ・九州スポーツ「リアルタイムで時事にまつわるあるある返しをするコーナー（＝略してRG）」（2012年4月 - 、毎週月曜日※九州は1日遅れ）
- レイザーラモンRGのあるある!ザ・ワールド（2017年 - 、週刊大衆ヴィーナス）

## 著書
- 『レイザーラモンRGの洋楽あるある』 - 竹書房 （2013年）
- 『共感百景』 - KADOKAWA/エンターブレイン （2014年）、共著
- 『人生はあるあるである』 - 小学館よしもと新書 小学館 （2016年）
- 『あるある黙示録』 - 双葉社（2018年）
- 『KIMODORI』 - リットーミュージック（2018年）[52]

## DVD
- GREATEST HITS（2013年）
- Live in Japan（2013年）